# 源方理
源 方理（みなもとの かたまさ/のりまさ、生没年不詳）は、平安時代中期の貴族。醍醐源氏、権大納言・源重光の子。官位は従四位下・民部大輔。

## 経歴
長徳元年（995年）ごろ右近衛少将に任ぜられ、長徳2年（996年）正月に備後介を兼ねる。しかし、同年4月に長徳の変が発生すると、内大臣・藤原伊周の義兄弟であったために、方理も連坐して殿上簡を削られた。同年7月に昇殿は許されないまま本官（右近衛少将兼備後介）に復される。
寛弘2年（1005年）民部大輔に任ぜられる。寛弘6年（1009年）左大臣・藤原道長と中宮・藤原彰子親子を呪詛するために、方理は高階光子らと厭符の製作を僧・円能に依頼したことが発覚し、捕らえられ官位を剥奪された。
寛弘7年（1010年）復位されると、三条朝では皇后・藤原娍子の皇后宮亮を務める。後一条朝では中務大輔・主殿頭・民部大輔を歴任した。

## 官歴
- 時期不詳：従五位下
- 長徳元年（995年） 12月1日：見右近衛少将[3]
- 長徳2年（996年） 正月25日：兼備後介。4月24日：被削殿上簡[3]。7月27日：可従本府役宣旨、不聴昇殿[3]
- 長保元年（999年） 9月24日：左近衛少将?[4]
- 長保2年（1000年） 正月25日：止備後介?[4]
- 寛弘2年（1005年） 6月19日：民部大輔[3]
- 寛弘6年（1009年） 2月20日：除名[5]
- 寛弘7年（1010年） 12月29日：復位（四位）[5]
- 長和3年（1014年） 3月30日：見皇后宮亮（皇后・藤原娍子）[3]
- 寛仁4年（1020年） 11月27日：見中務大輔[3]
- 治安元年（1021年） 6月27日：見主殿頭[6]
- 万寿4年（1027年） 2月25日：見民部大輔[3]